# Nipplepeople
Nipplepeople je hrvatska elektropop grupa osnovana 2008. godine. Nipplepeople čini tajanstveni maskirani dvojac. U jedina dva intervjua do sada, u kojem su u jednom od njih odgovore dali samo s muzičkim numerama, objasnili su svoju tajanstvenost željom da u moru žutila na muzičkoj sceni, svoju muziku stave u prvi plan. Stekli su popularnost širom prostora bivše Jugoslavije hit singlom Sutra, te nastupima na renomiranim letnim festivalima kao EXIT, Hartera, Terraneo, Summer Fest i dr.

## Singlovi

### Broj
Prvi singl Broj im se odmah popeo na prvo mesto domaće top liste hrvatskog Plavog Radija — „9-tercu” i tamo ostao nekoliko nedelja u februaru i martu 2009. Muzička kritika ga je opisala kao „perverzno veseli trip-hop na hrvatskom”. Spot za ovaj singl je tek objavljen u februaru 2011. i to kao nastup uživo u emisiji Hitorama  Adrije.

### Sutra
Sledeći singl Sutra izlazi tek godinu dana kasnije i postaje veliki regionalni hit. Najizvođeniji je domaći singl (domaći Airplay chart) na hrvatskom nacionalnom emiteru — Otvorenom radiju u februaru, martu, aprilu i junu, te najizvođenija domaća pesma na istom u 2010. godini. Ujedno je singl bio 6 nedelja u top 5 na domaćoj top listi singlova Otvorenog radija, a od toga dve nedelje i na prvom mestu. Četiri nedelje bio je na prvom mestu top liste Radio Rijeke — Crockodil, dve nedelje na prvom mestu urbane top liste Radio Splita, na drugom mestu HR top 20 liste Hrvatskog radija i na drugom mjestu HRT-ove muzičke emisije Hit Depo. Takođe je osvojio mnoge druge lokalne hrvatske radio top lestvice: UNIDU, Martin, Istra, Drniš, Šibenik, Ritam, Centar i dr, te je proveo nekoliko nedelja na domaćoj top listi - Domaćica regionalne MTV Adrije. Dobio je i Loud & Queer nagradu za „Singl godine” 2010. Sutra je veoma slušana i na Jutjubu gde ima preko 2 miliona pogleda. Singl je bio višestruko remiksovan s obzirom da su Nipplepeople ponudili sirovi materijal za skidanje, te objavili konkurs u kojem su nudili saradnju i objavu remiksa na Yammat kompilaciji. I nakon konkursa se stalno pojavljuju novi remiksi iz svih krajeva sveta pa i Japana i renomiranih grupa kao što je Inje.

### Tebi
Ovaj singl je prvi put objavljen za Božić 2010. u akustičnom izdanju nazvanom — XMAS edition, no završno izdanje je objavljeno tek nakon dugih porođajnih muka početkom 2014. Dugoočekivani singl je bio najintimnija pesma ove grupe do tog trenutka. Ubrzo je predstavljen i neobičan muzički video u najboljoj mističnoj tradiciji ove grupe. Singl je nakon par nedelja počeo da osvaja lokalne i nacionalne radio stanice, između kojih se popeo i na prvo mesto top liste Radio Dubrovnika i Hrvatskog radija.

### Ne volim te
Novi singl je predstavljen na koncertu koji održan za Noć muzeja 2011. u beogradskom Muzeju nauke i tehnike. Pesma Ne volim te је nostalgična plesna elektronika koje je izazvala toplu reakciju publike. Jedna od recenzija ovako je predstavila Ne volim te: 
 Muzički video u vlastitoj produkciji je predstavljen tek sledeće godine. Radi se o montaži snimaka s nastupa zajedno s hrpom fotografija iz detinjstva Nipplepeople dvojca koji je za ovaj spot po prvi put skinuo maske.

### Bolji
Pred leto 2012. izašli su sa singlom Bolji. Ovaj singl nije imao onu hitoidnost na prvu kakvu su imali prethodni singlovi, ali nakon nekoliko slušanja „uvlačio se pod kožu”. Recenzije su ga još i ovako opisivale: 
Krajem iste godine predstavljen je još jedan muzički spot u vlastitoj produkciji, ovaj put za singl Bolji.

### Balkan Express
Juna 2015. godine, grupa objavljuje svoj novi singl Balkan Express. Prema oceni portala ELLE, reč je o „plesnom i radifoničnom hitu, koji donosi dah kreativnih 80-tih, romantično-nostalgično putovanje mitskom rutom upakirano u zvuk koji kao da je izašao iz najfinijih diskografskih momenata majstora poput Denis & Denis.” Animirani video spot za pesmu, u režiji Dalibora Barića, je usledio par meseci kasnije, početkom 2016. godine. Istovremeno pesma dobija i svoj prvi remiks.

## Diskografija

### kompilacija
U julu 2010. je izašla Yammat kompilacija koja je predstavila šest različitih izvođača Yammat etikete i njihovih 16 pesama. Nipplepeople se predstavio sa singlovima Sutra i Broj a takođe su obogatili i najnoviji singl grupe Yammat Želim sa sjajnim pozadinskim vokalima ali i neobičnom saradnjom s grupom Agramsville, i to u pesmi Sanjam. Potonji su pobedili na remikserskom konkursu za pesmu Sutra, a njihov zajednički singl bio je, nakon svega samo pitanje vremena. Recenzenti su pozitivno ocenili ovaj album pa je tako na tportalu ocenjen s 8/10, opisujući ga kao promociju karakteristične zagrebačke škole urbane plesne muzike.; Portal muzika.hr je za "Kompilaciju" rekla da je vrlo slušljiv i ujednačen album; a SoundGuardian ja ponajviše hvalio Nipplepeople za koji su napisali da je za tri klase bolji od sveg ostalog na kompilaciji  kompilacija je nominovana za „Porin 2011” u kategoriji „Najbolji album s raznim izvođačima”

## Kritike
Francuski portal „Electro and pop” bez obzira na jezičnu barijeru ostao je takođe oduševljen atmosferom i ritmom koju stvaraju Nipplepeople. Takođe su oduševili urednika portala „We All Want Someone To Shout For” koji ih je prozvao „one of the coolest finds of 2010” (otkriće 2010) nakon što je izneo hrpu pohvala na singlove Broj i Sutra koji se mogu sažeti rečenicom „This is electronic music done right!” (to je elektronska muzika napravljena kako treba) Hrvatski Tportal ih je 2011. uvrstio u popis „deset najvećih muzičkih nada domaće scene” te ih ovako predstavio: 

## Nastupi
Debi nastup su imali u aprilu 2010. u KC Grad u Beogradu., a premijerni nastup u Hrvatskoj, kao i prvi festival u nizu, na splitskom Atlantisu festivalu krajem jula iste godine. U septembru 2010. u zagrebačkom klubu Sirup su imali i prvi samostalni nastup u Hrvatskoj. Veliku čast su doživeli i pozivom na 6. Runjićeve večeri na kojim je prisustvovao i predsednik Hrvatske Ivo Josipović, tom prilikom su izveli preradu pesme Zdenka Runjića, koju inače izvodi Meri Cetinić — Živjela ljubav, a još jedno priznanje s tim da su i zatvorili večer finalnim nastupom. Godinu su završili tamo gde su je i započeli, u Beogradu koji ih je izvrsno prihvatio. Loud & Queer u saradnji sa MTV-em organizovao je koncert koje je predstavio beogradski i zagrebački elektropop: Inje i Nipplepeople. Sledi leto 2011.-e prepuno nastupa na renomiranim letnјim festivalima: 9. 7. na  festivalu na Petrovaradinu, 16. 7. na Mejn Stejdžu Hartere u Rijeci i 12. 8. na Terraneo Festivalu u Šibeniku. Na jesen 2011. su imali mini turneju po hrvatskim gradovima: 22. 10. Stereo Dvorana Rijeka, 23. 10. Boćarski dom u Zagrebu kao predgrupa Hurtsima, 2. 12. u klubu Kameleon u Splitu. Premijerni nastup u Sloveniji su imali početkom 2012. u Ljubljani u Kinu Šiška kad su nastupali zajedno s om. Na leto 2012. su zajedno s Hladnim Pivom nastupali na Summer Festu na Jazu u Budvi, a na Trgu Bana Jelačića su nastupali u sklopu spektakla Ritam Mladosti. Skoro celu 2013. grupa je pauzirala zbog porodiljskog bolovanja ženske polovine dueta, da bi se krajem godine 2013. vratili na scenu još jednim nastupom u Beogradu. Nakon nastupa u beogradskom Magacinu Depo septembra 2014. godine, grupa najavljuje da se moguće povlači, no izleda da se ova najava nije obistinila, jer je grupa u 2015. izbacila novi hit, te nastupila u Domu kulture Studentski grad na Novom Beogradu, kao i na Zagreb Calling festivalu, te za vreme adventa u istom gradu.